# Supergruppo dell'alunite
Il supergruppo dell'alunite è un supergruppo di minerali composto da una quarantina di specie aventi la seguente formula generica: DG3(TX4)2X'6 dove D, G, T e X possono essere i seguenti:
- D: torio; cerio, lantanio, neodimio, bismuto; calcio, stronzio, bario, piombo, mercurio; sodio, potassio, rubidio, argento, tallio, ammonio (NH4), idronio (H3O);
- G: ione stronzio (Sr4+); alluminio, ione ferro trivalente (Fe3+), ione vanadio (V3+), ione cromo trivalente (Cr3+), gallio; ione rame (Cu2+), ione zinco (Zn2+), magnesio
- T: zolfo, ione cromo esavalente (Cr6+); fosforo, arsenico, antimonio; silicio.
- X: ossigeno; ione ossidrile (OH-), fluoro; acqua (H2O)

I minerali di questo supergruppo cristallizzano secondo il gruppo spaziale R3m e si formano per alterazione da parte degli agenti atmosferici nella zona di ossidazione dei giacimenti di solfuri polimetallici nel caso dei solfati e degli arsenati mentre per i fosfati l'alterazione è avvenuta su minerali fosfatici come l'apatite o su rocce carbonatiche.
I minerali del supergruppo dell'alunite sono isostrutturali fra loro e sono documentate varie sostituzioni che danno origine a numerose serie.
Nel tempo la definizione del supergruppo è variata, inizialmente era chiamato famiglia dell'alunite-jarosite suddiviso in tre gruppi aventi vari nomi: gruppo dell'alunite o jarosite, gruppo della beudantite o della woodhouseite e gruppo della plumbogummite, crandallite o goyazite. La suddivisione fra i gruppi avveniva in base alla natura degli anioni.
Per evitare una proliferazione dei nomi di specie mineralogiche, venne proposta una suddivisione in cinque gruppi in base alla formula generale AB3(TO4)2(OH)6. Se B è Al allora il minerale appartiene al sottogruppo dell'alunite mentre se contiene Fe3+ appartiene al sottogruppo della jarosite. I minerali del sottogruppo della beudantite hanno la formula generale AB3(XO4)(SO4)(OH)6, quelli del sottogruppo della crandallite AB3(TO4)2(OH)5·H2O e infine quelli del sottogruppo della florencite AB3(TO4)2(OH)5 o 6.
Nel 2009 è stata approvata dall'Associazione Mineralogica Internazionale (IMA) una definizione del supergruppo che prevede una suddivisione nei seguenti quattro gruppi in base alla dominanza:
| Gruppo                     | Dominanza                | Minerali |
| -------------------------- | ------------------------ | --- |
| Gruppo dell'alunite        | SO4                      | alunite · ammonioalunite · ammoniojarosite · argentojarosite · beaverite-(Cu) · beaverite-(Zn) · dorallcharite · idroniojarosite · huangite · jarosite · natroalunite · natroalunite-2c · natrojarosite · osarizawaite · plumbojarosite · schlossmacherite · walthierite |
| Gruppo della beudantite    | mista SO4–PO4 e SO4–AsO4 | beudantite · cloudite · corkite · gallobeudantite · hidalgoite · hinsdalite · kemmlitzite · oberwolfachite · svanbergite · weilerite · woodhouseite |
| Gruppo della dussertite    | AsO4                     | arsenocrandallite · arsenoflorencite-(Ce) · arsenoflorencite-(La) · arsenoflorencite-(Nd) · arsenogorceixite · arsenogoyazite · arsenowaylandite · dussertite · graulichite-(Ce) · graulichite-(La) · karlseifertite · philipsbornite · segnitite                        |
| Gruppo della plumbogummite | PO4                      | benauite · crandallite · eylettersite · florencite-(Ce) · florencite-(La) · florencite-(Nd) · florencite-(Sm) · galloplumbogummite · gorceixite · goyazite · kintoreite · kintoreite-2c · plumbogummite · springcreekite · waylandite · zaïrite                          |